# 大發Tanto
大發Tanto（日语：ダイハツ・タント）是日本大發汽車所生產銷售的輕型汽車。此車款於2003年東京車展發表概念車，當時是用大發Move的「tall」底盤改裝而成，並於同年量產上市。本車一大特色是左後門看似平常，但是右後門卻是沒有支柱的鏟型門。
2005年又發表了大發Tanto Custom的變型版車型，之後第二代於2007年東京車展發表並於同年上市。2013年推出第三代，當時的電視廣告在鳥取縣與島根縣交界的江島大橋所拍攝，強調此車的性能。

## Tanto FCHV
2005年大發Tanto FCHV版首度於東京展發表，FCHV版是採用燃料電池的混合動力車，直接由量產版改裝而成，此原型車裝備了液態氫燃料槽和電動馬達。

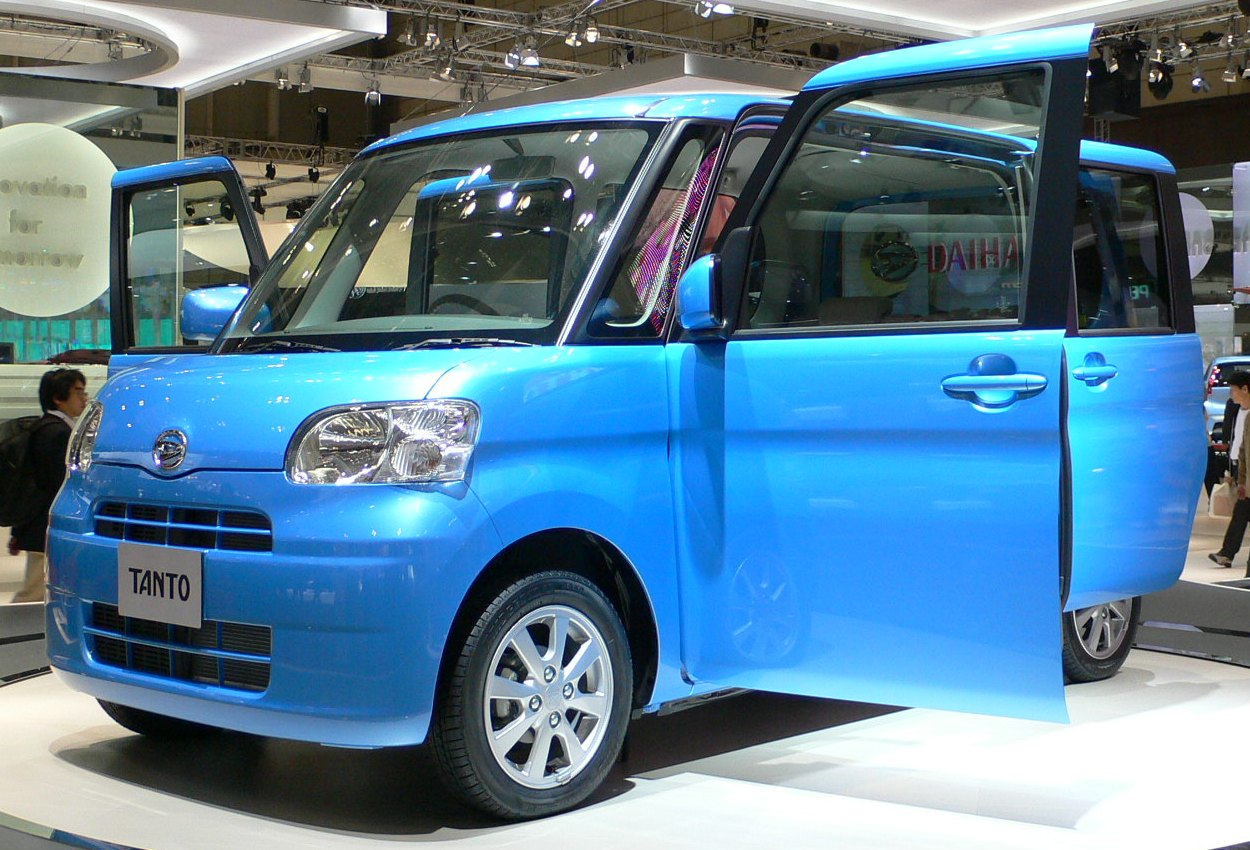
二代Tanto
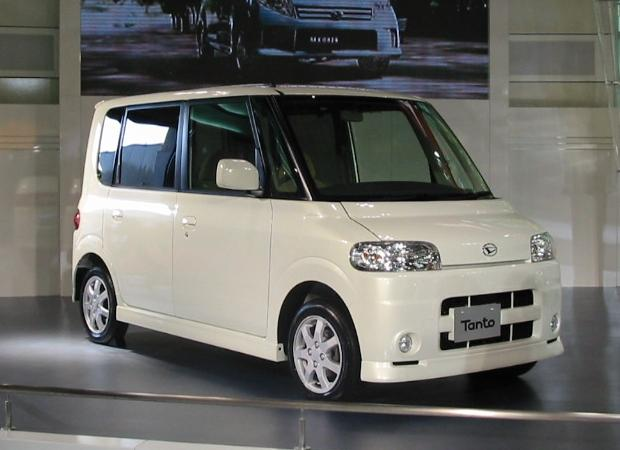
一代Tanto

## 外部連結
- catalogue.carview.co.jp[永久]
- Japan Car Exhibition at the London Science Museum（页面存档备份，存于）